# شیبویا تنما
شیبویا تنما (به ژاپنی: 渋谷 天馬 Tenma Shibuya)؛ زادهٔ ۱۳ ژانویهٔ ۱۹۶۹) بازیگر اهل ژاپن است.
از فیلم‌ها یا برنامه‌های تلویزیونی که وی در آن نقش داشته‌است می‌توان به ییپ من اشاره کرد.